# Angst essen Seele auf

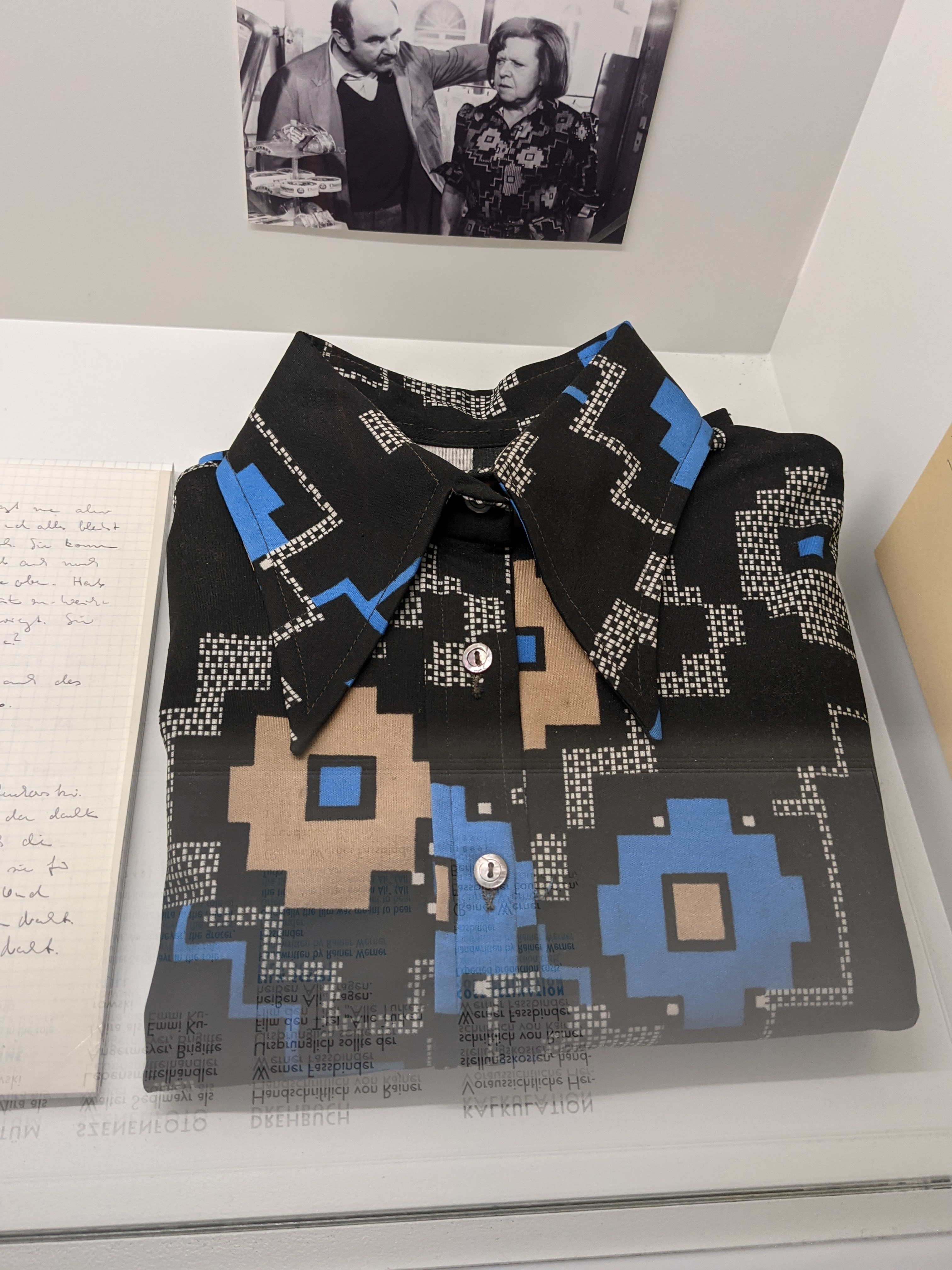
Filmkostüm für Brigitte Mira als Emmi Kurowski

Angst essen Seele auf ist ein deutsches Melodram, das die soziale Unterdrückung und Ausgrenzung von Gastarbeitern in den frühen 1970er Jahren thematisiert. Der Film aus dem Jahr 1974 handelt von einer sechzigjährigen deutschen Witwe, die sich in einen deutlich jüngeren Gastarbeiter aus Marokko verliebt. Obwohl ihr gesamtes Umfeld die Beziehung offen missbilligt, heiraten die beiden.
Die Hauptrollen spielen Brigitte Mira und El Hedi ben Salem; Regie führte Rainer Werner Fassbinder. Als exemplarisches Werk des Neuen Deutschen Films erhielt das Sozialdrama internationale Auszeichnungen und wurde, auch nach der Jahrtausendwende, wiederholt auf internationalen Filmfestivals gezeigt.

## Handlung
Während eines heftigen Regens betritt Emmi, eine als Putzfrau arbeitende Witwe und Mutter von drei verheirateten Kindern, eine Kneipe in der Altstadt von München, aus der fremd klingende Musik zu hören ist. Unter den Gästen befindet sich der nur gebrochen Deutsch sprechende, aus Marokko stammende Ali. Beim Tanzen lernen sich Emmi und Ali näher kennen. Ali war vor zwei Jahren nach Deutschland gekommen, weil er in seiner Heimat keine Arbeit gefunden hatte; er arbeitet jetzt in einer Autowerkstatt.
Später begleitet Ali Emmi zu ihrem Schutz nach Hause. Vor dem Betreten ihrer Wohnung erleben sie ausländerfeindliche Reaktionen von Nachbarinnen, die argwöhnen, bei Ali handele es sich, wenn auch nicht um einen „Neger“, so doch um einen „Schwarzen“, und bei Emmi auch nicht um eine „richtige Deutsche“.
In Emmis Wohnung erzählt Ali von seiner Familie. Sein Vater sei Berber gewesen und habe Kamele besessen, mit denen er auf Wanderschaft gegangen sei. Emmi berichtet, ihr längst verstorbener Ehemann, ein polnischer Fremdarbeiter im Zweiten Weltkrieg, sei nach dem Krieg in Deutschland geblieben. Emmis Vater und sie selbst seien in der Zeit des Nationalsozialismus Parteimitglieder in der NSDAP gewesen, und ihr Vater habe eine Aversion gegen alle Ausländer gehabt.
Da Ali einen langen Heimweg hat, bringt ihn Emmi zur Übernachtung in ihrer Wohnung unter. Am nächsten Morgen entwickelt sich ein Dialog, der auch den Filmtitel erklärt: Emmi ist der Ansicht, sie sei eine alte Frau, worin ihr Ali widerspricht und entgegnet, sie habe ein großes Herz. Als Ali fragt, warum sie weine, antwortet sie: „Weil ich so glücklich bin, und weil ich solche Angst habe!“ Ali erwidert daraufhin: „Angst nix gut. Angst essen Seele auf!“
In ihrer Putzkolonne erzählt Emmi, sie sei von einem Gastarbeiter in der U-Bahn angesprochen worden. Damit will sie herausfinden, wie ihre Kolleginnen über eine solche Beziehung denken. Diese äußern sich mit abwertenden Bemerkungen. Frauen, die sich mit „so einem“ einließen, von denen doch keiner arbeite, seien „dreckige Huren“. Keiner der Relativierungsversuche Emmis ist erfolgreich, als sie beispielsweise entgegnet, Gastarbeiter seien doch hier, um zu arbeiten. Als Emmi ihrer Tochter Krista und deren Ehemann mitteilt, dass sie sich in einen wesentlich jüngeren Marokkaner verliebt habe, reagieren diese mit heftiger Ablehnung.
Nachdem der Hausbesitzer bemängelt hatte, dass eine unzulässige Untervermietung vorliegen würde und Ali am nächsten Tag ausziehen müsse, erklärt Emmi, sie beabsichtige, Ali zu heiraten. Nach der standesamtlichen Trauung kommt es zu einem Treffen des Ehepaares mit Emmis drei Kindern und dem Schwiegersohn. Die vier sind fassungslos. Emmis Sohn Bruno zertrümmert vor Wut den Fernseher seiner Mutter, ihr Sohn Albert bezeichnet sie als Hure.
Emmis Nachbarinnen reagieren ebenfalls ablehnend und denunzieren sie bei der Polizei wegen zu lauter Musik. Nach einem gemeinsamen Urlaub wird das Paar scheinbar akzeptiert, aber aus eigennützigen Gründen. Der Lebensmittelhändler will auf Emmi als Kundin nicht verzichten: „Beim Geschäft muss die Abscheu zurückstehen“. Ihr Sohn Bruno erscheint im Hause seiner Mutter, um ihr den Schaden wegen des von ihm zertrümmerten Fernsehers zu ersetzen, und entschuldigt sich für sein jähzorniges Verhalten.
In der Folgezeit gerät die Ehe in ernste Schwierigkeiten, und Emmi fordert Ali auf, sich den deutschen Verhältnissen anzupassen. Als Emmis Kolleginnen zu Besuch kommen, instruiert sie Ali: „Sag' mal schön ‚Grüß Gott‘!“. Erstaunt stellen die Frauen fest, dass Ali „gut aussieht und so sauber ist“. Sie ertasten Alis „zarte Haut“, die, wie Emmi erklärt, von daher rühre, „dass er noch so jung ist“. Er sei „ein guter Kerl“, habe aber manchmal „seinen eigenen Kopf“, das komme von der „fremden Mentalität“. Ali verlässt nach seiner „Vorführung“ wortlos die Wohnung, besucht die Kneipenwirtin, schläft mit ihr und kehrt nicht nach Hause zurück.
Am nächsten Tag sucht Emmi die Autowerkstatt auf, in der neben Ali nur deutsche Männer arbeiten. Einer fragt ihn, ob es sich bei der Besucherin um seine „Großmutter aus Marokko“ handele, worauf seine Kollegen in schallendes Gelächter ausbrechen. Ali antwortet nicht auf Emmis Frage, wo er die Nacht verbracht hat. Auch als sie ihn anfleht, zu ihr zurückzukommen, blickt sie nur in sein regungsloses Gesicht. Weil er auch in der Folgezeit nicht zu ihr zurückkehrt, erleidet sie einen Nervenzusammenbruch.
In der letzten Filmsequenz verliert Ali beim Glücksspiel in seiner Stammkneipe Geld, will aber weiterspielen. Er sucht die Toilette auf, sieht in den Spiegel und verpasst sich selbst mehrere heftige Ohrfeigen. Kurz darauf betritt Emmi die Kneipe. Ali gesteht ihr, dass er mit einer anderen Frau geschlafen hat. Emmi sagt, dass das für sie nicht wichtig sei. Nachdem sich beide ihre Liebe versichert haben, bricht Ali plötzlich zusammen. Er wird in ein Krankenhaus gebracht, wo ein aufgebrochenes Magengeschwür diagnostiziert wird.
Ein Arzt erklärt Emmi, bei Gastarbeitern komme das häufig vor, sie würden unter schlechten Lebensbedingungen und viel Stress leiden. Da ihnen kein Kuraufenthalt gewährt werde, könne man nur operieren. Erfahrungsgemäß komme es schon nach wenigen Monaten erneut zu Problemen. Emmi setzt sich an Alis Krankenbett und weint, während sie seine Hand hält. Mit dieser Szene endet der Film.

## Hintergrund
Neben der romantischen Beziehungsebene, die die Liebesbeziehung der Protagonisten beschreibt, der durch zahlreiche Gespräche Tiefe verliehen wird, ist der Film auch ein Sozialdrama, in dem die Ausgrenzung der in Deutschland lebenden Gastarbeiter ebenso thematisiert wird wie ihre prekären Lebensumstände und die Abwertung, die Emmi durch ihren Job als Putzfrau erfährt. Dabei prallt das aus der Zeit des Dritten Reiches übernommene traditionelle Wertesystem auf den Wunsch der Protagonisten, sich mit der Toleranz ihres Umfeldes ihr privates Glück zu erfüllen.
Wie schon bei seinem Film Händler der vier Jahreszeiten (1972) ließ sich Fassbinder bei Angst essen Seele auf von den Filmen Douglas Sirks inspirieren. Hier ist insbesondere dessen Film Was der Himmel erlaubt (1955) zu nennen, der das strukturelle Vorbild lieferte. Angst essen Seele auf verbindet die Hollywood-Melodramatik Sirks mit der Betrachtung der deutschen Alltagsrealität. Anders als bei vielen Filmen jener Zeit verzichtete Fassbinder auf die Kameraarbeit von Michael Ballhaus. Stattdessen setzte die photographische Ästhetik von Jürgen Jürges auf eine schnörkellose, dem Gegenstand angemessene Erzählweise. Die visuelle Umsetzung sollte nicht von der eigentlichen Geschichte ablenken. Der Film gehört mit ca. 260.000 DM Budget zu den weniger aufwendigen Fassbinder-Filmen. Fassbinder selbst spielte die Rolle des unfreundlichen Schwiegersohnes von Emmi Kurowski.
Der grammatikalisch falsche Titel ist ein Zitat aus dem Film und spiegelt die begrenzten Deutschkenntnisse des Protagonisten Ali wider. Barbara John merkte an, dass es vordergründig um eine Liebesbeziehung gehe, vor allem aber „um die Bewertung von Ausländern als grundsätzlich Fremde und um die Unfähigkeit, ihnen zu vertrauen. Der Filmtitel gibt die Befindlichkeit Alis wieder, der sich unverstanden und gedemütigt fühlt.“
Der Film wurde am 5. März 1974 in München uraufgeführt. Im deutschen Fernsehen wurde er erstmals am 25. Juli 1977 im ZDF gezeigt.

## Filmfestivals und Auszeichnungen
In seinem Erscheinungsjahr folgende Preise:
- Filmfestival von Cannes 1974: Preis der Ökumenischen Jury
- Filmfestival von Cannes 1974: Kritikerpreis der Fédération Internationale de la Presse Cinématographique
- Deutscher Filmpreis – Beste darstellerische Leistungen für Brigitte Mira
- Chicago International Film Festival – Silberner Hugo, 1974

Angst essen Seele auf wurde nicht nur kurz nach seiner Entstehung auf Filmfestivals präsentiert, sondern auch noch nach der Jahrtausendwende international gezeigt, z. B. 2004 auf dem Denver Film Festival, 2010 in Indien auf dem International Film Festival of Kerala, 2011 auf der Viennale, 2015 auf dem Tschechischen Film Festival in Zlín, 2017 auf dem Internationalen Filmfestival Shanghai und 2019 auf dem Kolkata Film Festival im indischen Kalkutta.

## Kritiken
Bei Rotten Tomatoes sind die 37 Kritikerbewertungen zu 100 Prozent positiv, während auch 91 Prozent der über 5.000 Zuschauerreviews den Film positiv bewerten.
„Angst essen Seele auf“ (englischer Titel: „Ali: Fear Eats the Soul“) wurde in die Criterion Collection aufgenommen. Der Film gilt als herausragendes Werk des Neuen Deutschen Films.

„Melodram, das mit kühler Brillanz die Mißachtung von Minderheiten und die Mechanismen sozialer Unterdrückung analysiert. Zugleich populär und bitter-ironisch erzählend, sucht Fassbinder ein breites Publikum, ohne persönliche Obsessionen zu verleugnen und ohne an kritischer Schärfe zu verlieren. – Sehenswert ab 16.“

„Die Konflikte in Fassbinders 21. Film ANGST ESSEN SEELE AUF klingen bereits in seinem Frühwerk Katzelmacher (1969) an. Seine brillante Analyse der Mechanismen sozialer Unterdrückung ist klar durchstrukturiert und publikumswirksam aufbereitet.“

## Wirkung
Der Film, der Filmemacher in der ganzen Welt beeinflusst hat, existiert auch in einer Theaterfassung des Autors. Die Yılmaz Arslan Filmproduktion GmbH produzierte 2003 zudem Shahbaz Noshirs Kurzfilm Angst isst Seele auf, der mit subjektiver Kamera die wahre Geschichte eines ausländerfeindlichen Übergriffs auf einen Darsteller der Theaterfassung auf dem Weg zum Schauspielhaus einzufangen versucht.
Ebenso wurde der Titel für die deutschsprachige Fassung einer Episode der amerikanischen Fernsehserie Die Simpsons verwendet.
Der Titel hat sich außerdem im Laufe der Zeit zum geflügelten Wort entwickelt, bei dem „Angst“ oder „Seele“ durch einen themenspezifischen Ausdruck ersetzt wird.